# Piper artanthe
Piper artanthe är en pepparväxtart som beskrevs av C. Dc.. Piper artanthe ingår i släktet Piper och familjen pepparväxter. Inga underarter finns listade i Catalogue of Life.